# غريغوري ديكستر
غريغوري ديكستر هو سياسي أمريكي، ولد في 1610 في نورثامبتونشير في المملكة المتحدة، وتوفي في 1700 في بروفيدنس في الولايات المتحدة. انتخب حاكم رود آيلاند ‏.